# Woronino (obwód kurski)
Woronino (ros. Воронино) – wieś (ros. деревня, trb. dieriewnia) w zachodniej Rosji, w sielsowiecie kudincewskim rejonu lgowskiego w obwodzie kurskim.

## Geografia
Miejscowość położona jest nad Sejmem, 4 km od centrum administracyjnego sielsowietu (Kudincewo), 3,5 km na północny zachód od centrum administracyjnego rejonu (Lgow), 67 km na zachód od Kurska.
We wsi znajdują się ulice: Bieriozowka, Komarowa, Nabierieżnaja, Piesocznaja, Polewaja, Sowietskaja i pierieułok Sowietskij (182 posesje).
Klimat
Miejscowość, jak i cały rejon, znajduje się w strefie klimatu kontynentalnego z łagodnym ciepłym latem i równomiernie rozłożonymi opadami rocznymi (Dfb w klasyfikacji klimatów Köppena).

## Demografia
W 2010 r. wieś zamieszkiwało 559 osób.